# 4 Ursae Majoris
4 Ursae Majoris, auch bekannt als π2 Ursae Majoris (Pi2 Ursae Majoris), ist ein etwa 250 Lichtjahre von der Erde entfernter Riesenstern im Sternbild Großer Bär. Er besitzt eine scheinbare Helligkeit von 4,6 mag. Im Jahre 2007 entdeckte Doellinger einen extrasolaren Planeten, der diesen Stern umkreist. Dieser trägt die Bezeichnung 4 Ursae Majoris b.

## Exoplanet (4 Ursae Majoris b)
4 Ursae Majoris b ist der Exoplaneten-Kandidat der den Riesenstern alle 269,3 Tage umkreist. Der Planet umkreist 4 Ursae Majoris in einer Entfernung von ca. 0,87 Astronomischen Einheiten und hat eine Masse von mindestens 7,1 Jupitermassen. Die Entdeckung des potentiellen Exoplaneten mithilfe der Radialgeschwindigkeitsmethode wurde im Jahr 2007 von Doellinger et al. publiziert.